# Geschichtszeitschrift
Unter einer Geschichtszeitschrift versteht man eine regelmäßig, in gedruckter oder digitaler Form erscheinende Publikation, die sich mit Geschichte befasst. Die meisten in Deutschland erscheinenden Geschichtszeitschriften richten sich an ein Fachpublikum, es gibt aber auch Zeitschriften für historisch interessierte Laien.
Die meisten Geschichtszeitschriften haben gleiche oder ähnliche Rubriken:
- Artikel,
- Miszellen,
- Rezensionen,
- Abstracts,
- Ankündigungen,
- Editorial und das
- Verzeichnis der Mitarbeiterinnen und Mitarbeiter.

Einige Geschichtszeitschriften besitzen auch einen bibliographischen Teil, in dem Neuerscheinungen aufgelistet werden. Die bekannteste deutsche Geschichtszeitschrift ist die Historische Zeitschrift, die alle Bereiche der Geschichte (Antike, Mittelalter, Frühe Neuzeit, Neuere Geschichte und Zeitgeschichte) umfasst. Neben Geschichtszeitschriften, die sich mit allen Gebieten der Geschichte befassen, gibt es solche deren Themen zeitlich und/oder thematisch begrenzt sind, wie die Vierteljahrshefte für Zeitgeschichte. Wieder andere widmen sich bestimmten Regionen, wie etwa Geschichte im Westen.
Geschichtszeitschriften sind gerade in der Fachwissenschaft ein wichtiges Medium des Gedankenaustauschs und Mittel des intellektuellen Diskurses.